# Black Caesar (álbum)
Black Caesar é uma trilha sonora gravada por James Brown para o filme Black Caesar (Brasil: O Chefão de Nova Iorque ) e lançada em 1973 pela Polydor Records. O álbum também conta com The J.B.'s e Lyn Collins.

## Recepção
Em um guia ao consumidor de 1980 dos álbuns de James Brown, na sequência da dissolução da King Records, Robert Christgau do The Village Voice deu à Black Caesar um "D+" e afirmou: "Você ouve Brown pela música, não pelas canções, mas não há razões para esperar bons álbuns de trilhas sonoras dele. Ele deveria ser proibido de se aproximar de um vibrafone novamente."
Em sua análise, Mark Deming da Allmusic deu três estrelas e meia de cinco possíveis e afirma que: "como a maioria dos álbuns de trilha sonora deste período, Black Caesar soa bastante disperso, especialmente quando a música é divorciada da narrativa do filme," mas observou "diversas ótimas faixas", incluindo "The Boss", "Make It Good to Yourself" e "Mama's Dead". Deming acrescenta que "o soberbo trabalho de Fred Wesley, a guitarra percussiva de Jimmy Nolen e a precisa bateria de Jabo Starks faz, mesmo das faixas instrumentais mais fracas, valer a pena dar uma ouvida rápida". Dave Thompson a chama de "trilha sonora muito boa"."

## Faixas
| N.º | Título                                     | Duração |  |
| 1.  | "Down and Out in New York City"            | 4:43    |  |
| 2.  | "Blind Man Can See It"                     | 2:18    |  |
| 3.  | "Sportin' Life"                            | 3:50    |  |
| 4.  | "Dirty Harri"                              | 1:29    |  |
| 5.  | "The Boss"                                 | 3:14    |  |
| 6.  | "Make It Good to Yourself"                 | 3:18    |  |
| 7.  | "Mama Feelgood" (Performed by Lyn Collins) | 3:29    |  |
| 8.  | "Mama's Dead"                              | 4:47    |  |
| 9.  | "White Lightning (I Mean Moonshine)"       | 2:40    |  |
| 10. | "Chase"                                    | 2:38    |  |
| 11. | "Like It Is, Like It Was"                  | 3:51    |  |

## Músicos
Créditos para Black Caesar adaptados dos sites Discogs.com e Allmusic.
- Charles Bobbit – Compositor
- Bob Both – Mixagem, supervisor de produção
- James Brown – Arranjador, Compositor, Condutor, Produtor, Vocais
- Bodie Chandler – Compositor
- Lyn Collins – Compositora
- Barry De Vorzon – Compositor
- Jeff Faville – Redesign
- Jan Hammer – Compositor
- Joseph M. Palmaccio – Remasterização digital
- Harry Weinger – Notas do encarte
- Fred Wesley – Arranjador, Compositor

## Paradas
| Parada (1973)                 | Pico |
| ----------------------------- | ---- |
| U.S. Billboard Top LPs & Tape | 31   |
| U.S. Best Selling Soul LPs    | 2    |